# Deronectes delarouzei
Deronectes delarouzei är en skalbaggsart som först beskrevs av Jacquelin du Val 1857.  Deronectes delarouzei ingår i släktet Deronectes och familjen dykare. Inga underarter finns listade i Catalogue of Life.